# Sittin' on Top of the World (LeAnn Rimes)
Sittin' on Top of the World è un album in studio della cantante statunitense LeAnn Rimes, pubblicato nel 1998.
Il disco contiene quattro cover di brani di Jann Arden (Insensitive), Amanda Marshall (Sittin' on Top of the World), Prince (Purple Rain) e Deborah Allen (Rock Me).

## Tracce
1. Commitment – 4:37 (Tony Colton, Tony Marty, Bobby Wood)
2. Looking Through Your Eyes (From the "Quest for Camelot" Motion Picture) – 4:05 (David Foster, Carole Bayer Sager)
3. Undeniable – 3:44 (Deborah Allen, Rafe VanHoy)
4. Feels Like Home – 4:30 (Diane Warren)
5. Surrender – 4:06 (Robin Lee Bruce, Christi Dannemiller, Jamie O'Neal)
6. These Arms of Mine – 2:57 (Gail Thompson, Jeff Tweel)
7. Nothin' New Under the Moon – 3:31 (Rick Bowles, Josh Leo, Tom Shapiro)
8. When Am I Gonna Get Over You – 3:27 (John Tirro, Bryan White)
9. Rock Me – 3:42 (Allen, VanHoy)
10. More Than Anyone Deserves – 4:19 (Rimes, Ron Grimes)
11. Insensitive – 4:19 (Anne Loree)
12. All the Lovin' and Hurtin' – 3:57 (Allen, VanHoy)
13. Sittin' on Top of the World – 4:15 (Amanda Marshall)
14. The Heart Never Forgets – 3:52 (Gary Baker, Frank J. Myers, Jerry Williams)
15. Purple Rain – 4:52 (Prince)